# رغوة الجعة

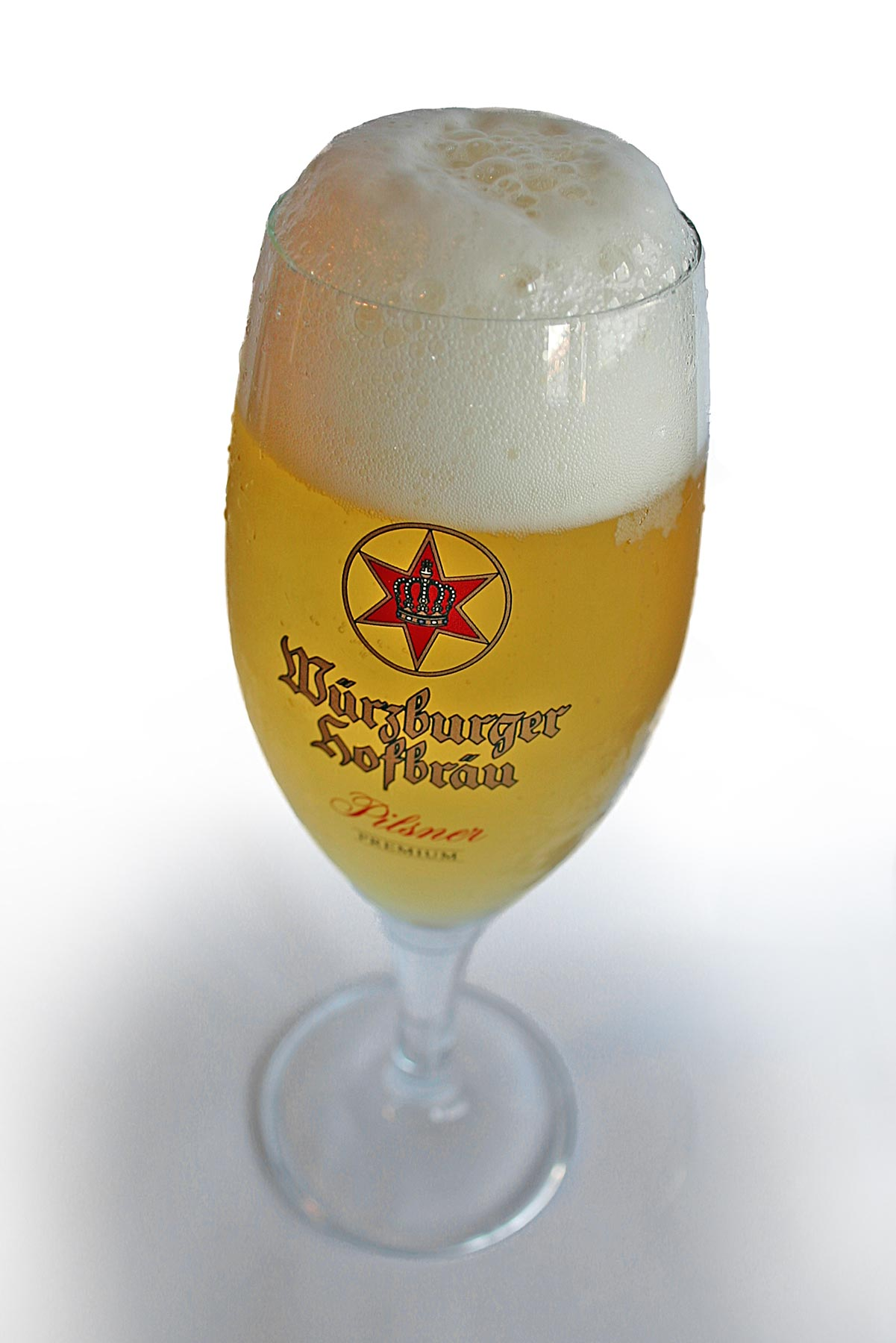
رغوة الجعة

رغوة الجعة (أو رغوة البيرة) هي رغوة تتشكل عادة أعلى كأس الجعة، وذلك بسبب فقاعات الغاز، غالباً ثنائي أكسيد الكربون، المتصاعدة إلى السطح. تتألف الرغوة إلى جانب الغاز من البروتين والخميرة بالإضافة إلى شعيرات من بقايا نباتية بين الفقاعات الغازية.